# Rust College
Le Rust College est une université privée historiquement noire à Holly Springs (Mississippi). Fondée en 1866, c'est la deuxième plus ancienne université de l'État. Affiliée à l'Église méthodiste unie, c'est l'un des dix collèges et universités historiquement noirs (HBCU) fondés avant 1868 et toujours en activité.

## Histoire
Avant l'ouverture de l'établissement, l'éducation des Afro-Américains se résume au niveau élémentaire. Le 24 novembre 1866, des missionnaires du Nord fondent le Collège avec un groupe appelé la Freedman's Aid Society (en) de l'Église épiscopale méthodiste. En 1870, le collège reçoit la charte de l'Université Shaw, en l'honneur du révérend S.O. Shaw, qui fait un don de 10 000 $ à l'institution, ce qui est l'équivalent de 210 000 $ en 2022.
En 1892, pour éviter toute confusion avec l'Université Shaw de Raleigh, en Caroline du Nord, l'institution change son nom en Rust University -  en hommage au révérend abolitionniste et secrétaire de la Freedmen's Aid Society Richard S. Rust (1815-1906) de Cincinnati (Ohio). Puis, en 1915, l'institution prend le nom de Rust College. Cet établissement est le plus ancien des 11 universités historiquement noires associés à l'Église méthodiste unie, le deuxième plus ancien collège privé du Mississippi. Le collège accueille sa nouvelle présidente Ivy Taylor le 1er juin 2020.

## Fonctionnement universitaire
Le Rust College propose cinq divisions ou départements d'études : l'éducation, les sciences humaines, les sciences et mathématiques, les sciences sociales et les affaires. Des programmes diplômants sont proposés dans 16 domaines d'études. À la fin de leurs études à Rust, les étudiants peuvent recevoir des diplômes d'associés ou de licenciés.
Le Rust College fonctionne sur un système de modules qui se décline en cours semestriels de 8 semaines. 
En 2022, le rang du College selon les établissements est 156e sur 201 National Liberal Arts Colleges, 59e sur 77 Historically Black Colleges and Universities. 

## Bâtiments
Le campus du Rust College s'étend sur 51 ha. Certains bâtiments datent de la seconde moitié du XIXe siècle, comme le centre des anciens élèves et des relations publiques. D'autres, sont plus récents, comme le Hamilton Science Center, un ajout de trois étages au McDonald Science Building. En 2008, le Rust College acquiert le campus de l'ancien Collège industriel du Mississippi (en), situé à côté du campus. 
En 2011, l'organisme acquiert Airliewood, un ancien domaine qui exploitait des esclaves, situé près du campus du Rust College. Construit en 1858, Airliewood sert de logement à Ulysses S. Grant pendant la Guerre de Sécession. Il est aujourd'hui utilisé comme résidence de fonction du président du collège. 
Il y a cinq dortoirs séparés par sexe, avec environ 900 places. Deux stèles honorant le Conseil des organisations fédérées et les personnes impliquées dans le Freedom Summer Project de 1964 à Holly Springs sont inaugurées sur le campus en 2014.

## Étudiants
Environ 70 % des étudiants sont dans une tranche d'âge traditionnelle de 18 à 21 ans, et 10 % ont 25 ans ou plus. Environ 35 % des étudiants viennent du Mississippi, 30 % du Tennessee et 15 % de l'Illinois. 

## Sports
Les équipes sportives de Rust se nomment les Bearcats. 
Le collège est membre de la National Association of Intercollegiate Athletics (NAIA), participant principalement à la Conférence sportive de la côte du golfe (en) (GCAC) depuis l'année universitaire 2018-2019. Les Bearcats concourent dans les rangs de la division III de la NCAA en tant qu'indépendants de la NCAA D-III jusqu'à la fin de l'année scolaire 2016-2017; et à la Southern Intercollegiate Athletic Conference (en) (SIAC) de 1978–79 à 1987–88, qui est actuellement dans la division II de la NCAA.
L'équipe de softball des Rust Bearcats participe à la D-III Great South Athletic Conference (en) (GSAC) en tant que membre affilié de 2013-14 à 2014-15[Selon qui ?]. La GSAC est dissoute en 2016.
Rust participe à onze sports universitaires : les sports masculins comprennent le baseball, le basketball, le cross-country, le tennis et l'athlétisme (extérieur) ; tandis que les sports féminins comprennent le basket-ball, le cross-country, le softball, le tennis, l'athlétisme (extérieur) et le volley-ball.

### Réalisations
En 1984, l'équipe féminine de basket-ball remporte son premier championnat national avec une victoire de 51-49 sur Elizabethtown College (en), un établissement privé de Pennsylvanie. En Février 2023, la même équipe remporte dans les dernières secondes du match, la finale du tournoi annuel de la GCAC 51-50.  

## Anciens notables
- Larry Anderson (entraîneur) (en), entraîneur de basket-ball pour le MIT[14].
- Lucie Campbell (en) (1885-1963), compositrice, auteure d'hymnes, enseignante et défenseure des droits civiques[19].

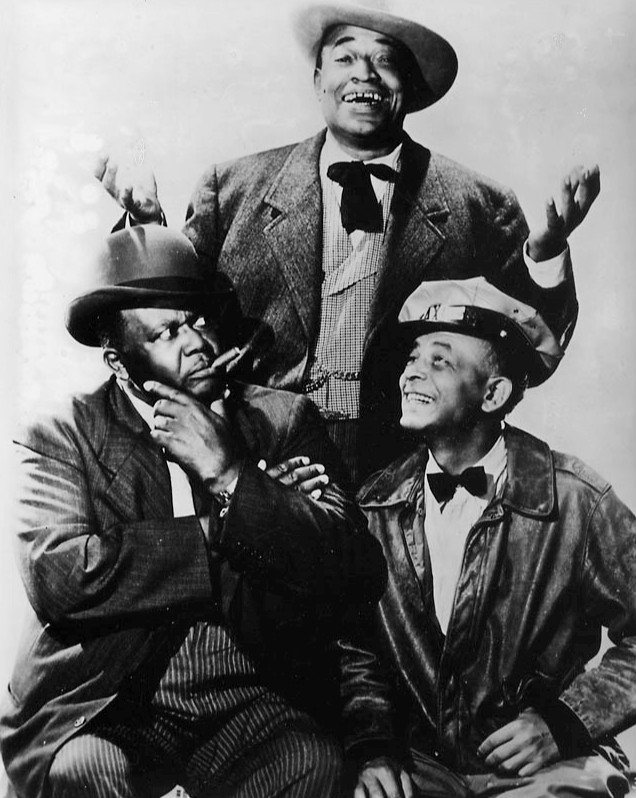
Spencer Williams et Tim Moore (Kingfish), aux côté d' Alvin Childress (ancien élève de Rust College) qui interprète le chauffeur de taxi Amos.

- Alvin Childress (en) (1907-1986), acteur rendu célèbre pour son rôle dans la série télévisée Amos 'n' Andy[20] a fait sa propédeutique de médecine à Rust College[21].
- Ruby Elzy (1908-1943), soprano lyrique[1].
- Perry Wilbon Howard (en) (1877-1961), avocat, procureur général adjoint des États-Unis, président républicain du Mississippi[22].
- Leslie B. McLemore (en) (né en 1940), militant des droits civiques, politologue, maire par intérim de Jackson, Mississippi[23].
- Clinton LeSueur (en) (né en 1969), journaliste, candidat républicain au Congrès en 2002 et 2004[24].
- Godwin Maduka (en) philanthrope, fondateur du Las Vegas Pain Institute and Medical Center et médecin d'origine nigériane a passé son Bachelor de chimie dans cet établissement[19].
- Irvine Garland Penn (1867-1930), journaliste et dirigeant laïque de l'Église épiscopale méthodiste aux États-Unis
- Alexander Preston Shaw (en) (1879-1966), évêque méthodiste[1].
- Anita Ward (née en 1957), chanteuse disco, a étudié la psychologie à Rust College[25].
- Ida B. Wells (1862–1931), rédactrice en chef, militante, cofondatrice de la NAACP[26].
- Willie Mitchell (1928–2010), directeur du label Hi Records, musicien, producteur[27].
- Susie Revels Cayton (1870-1943), militante, journaliste, éditrice, écrivaine[28].